# مجموعة مرتبة جزئيا

رسم هاس البياني لمجموعة المجموعات الجزئية لمجموعة ثلاثية العناصر {x, y, z}, مرتبة بعلاقة ضِمنَ.

في الرياضيات، وبالتحديد في نظرية الترتيب، مجموعة مرتبة جزئيا (بالإنجليزية: Partially ordered set)‏ تصف بشكل رسمي وتعمم المفهوم الحدسي لترتيب وتنظيم عناصر مجموعة ما.